# Gualtiero Peirce
Gualtiero Peirce (Napoli, 1960) è un giornalista, scrittore e regista italiano.

## Biografia
Gualtiero Peirce è nato nel 1960 a Napoli. 
Laureato in Lettere classiche, è diventato giornalista professionista negli anni ottanta. Ha lavorato per Paese Sera e L'Indipendente. È stato il critico televisivo di Repubblica, scelto da Eugenio Scalfari dopo Beniamino Placido, curando la rubrica di critica televisiva È tutto da vedere ed il corsivo settimanale Un minuto! per Il Venerdì. Nel 1996 è stato uno dei fondatori di Repubblica.it, primo quotidiano on line italiano.
Nel 1999 ha lasciato la carta stampata,  per diventare autore di programmi televisivi e documentari per Rai e Mediaset.
Ha scritto anche per il teatro: dall'inizio degli anni 2000 ha ideato insieme a Massimo Ranieri i suoi spettacoli musicali, in particolare Canto perché non so nuotare (oltre 500 repliche ed ancora in scena), il recital Chi nun tene coraggio nun se cocca ch'’e femmene belle, prodotto in esclusiva dal Festival di Ravello, e lo spettacolo Sogno e son desto, che nel 2014 è stato anche riadattato per la televisione e trasmesso su RaiUno in tre puntate. Una nuova edizione del programma, Sogno e son Desto 2 è andata in onda a settembre del 2014. Una terza edizione, Sogno e son desto 3 Archiviato il 10 giugno 2017 in Internet Archive. è andata in onda a gennaio 2016.
Hanno suscitato un importante dibattito le sue traduzioni in italiano di Filumena Marturano e Napoli milionaria! di Eduardo De Filippo, messe in onda da RaiUno in prima serata. Il teatro di Eduardo, tornato in televisione con questa formula, è stato il programma più visto in entrambe le serate.
È stato ideatore e autore di prime serate e varietà Rai: Millennium, Citofonare Calone, Tutti gli Zeri del mondo, Novecento, Tutte donne tranne me, oltre a Milonga Station con Carlo Lucarelli. Per RaiTre ha ideato e diretto tra l'altro Che sarà sarà e Senza fine, due serie di documentari nei quali bambini e persone comuni intervistate nel passato dalla TV sono state raccontate nuovamente nella loro vita attuale. Sulla stessa linea di ricerca, ha ideato e diretto Primo giorno di Dio, un film in onda nella serata di Pasqua su RaiTre e dedicato al primo incontro con la fede di bambini cattolici, ebrei e musulmani di tre scuole confessionali di Roma. Nel 2017, per TV2000, è stato autore e regista di Almeno Credo un film doc che ha raccontato quegli stessi bambini dieci anni dopo, oggi adolescenti alle prese con la propria identità, il proprio futuro e un mondo drammaticamente cambiato.
Sulla stessa esperienza, ha scritto Il Signore è grande e non si può disegnare (perché nel foglio non ci sta) per la collana Stile Libero. Nel 2011 ha ideato e diretto per RaiUno Una cantante in convento, una docufiction che racconta l'incontro fra la showgirl argentina Lola Ponce e le Missionarie di Santa Paola Frassinetti.
Nel 2013 ha scritto e prodotto I ragazzi di Pippo Fava, trasmessa da RaiTre il 5 gennaio 2014, in occasione del trentennale dell'assassinio de giornalista siciliano Giuseppe Fava.
Nel 2015 ha scritto e prodotto Art Detective Story, in onda su Rai Storia: quattro docufiction, realizzate in collaborazione con il Comando Carabinieri per la Tutela del Patrimonio Culturale, dedicate a quattro grandi inchieste che hanno recuperato e salvato capolavori dell'arte italiana. 
Nel 2018 ha prodotto e diretto per Rai5 in collaborazione con Google Italia, Poeti e Navigatori, cinque grandi città italiane raccontate con le parole dei grandi scrittori del Viaggio in Italia con le immagini del presente. 
Nel 2019 ha prodotto e diretto per Rai5 Le cose cambiano?, un viaggio nel presente dell'Italia attraverso i testi dei grandi scrittori del Novecento. 
Nel 2021 ha prodotto e diretto Solo Insieme La sorpresa di Francesco, un documentario dedicato ai Venerdì della Misericordia di Papa Bergoglio, andato in onda su RaiTre.
Nel 2022 ha diretto Napoli l’aldilà di tutto, il docufilm trasmesso su Rai 3; in cui si racconta una Napoli segreta, sconosciuta a molti. Tra i protagonisti del documentario Antonia Truppo, Lello Arena e Suami Puglia 

## Riconoscimenti
- Nel 1998 ha vinto il Premio Flaiano per la Critica Televisiva[5].
- Nel 2017 ha vinto il Premio Elsa Morante[6] per Almeno Credo
- Nel 2020 ha vinto il Premio Moige per Le cose cambiano?
- Nel 2022 ha vinto il premio Best Inspirational Film per Napoli, l'aldilà di tutto al New York International Film Awards